# 大韓帝國護照
1902年（光武6年）起，大韓帝國給國民簽發护照（：／ hojo ?），又稱執照（／ jipjo）。

## 歷史

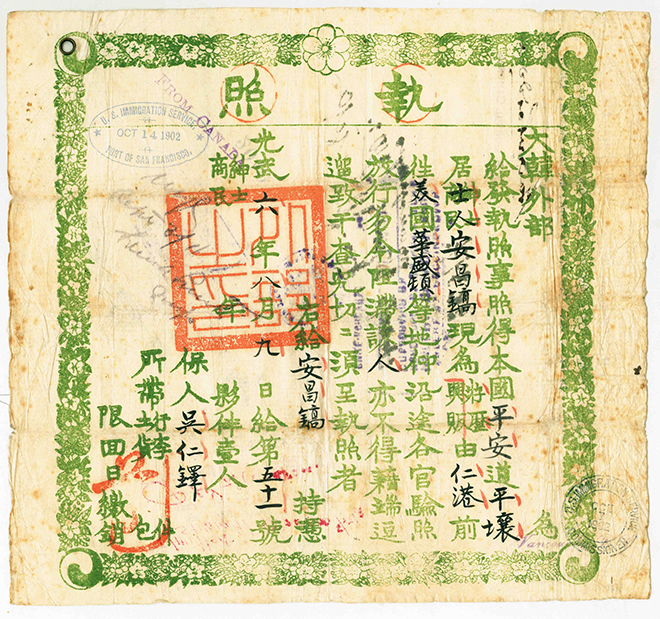
1902年安昌浩（昌鎬）的出國執照，由平壤至美國華盛頓

大韓帝國首份英語護照於1902年由綏民院簽發給美國夏威夷領地的韓裔移民。至1904年（光武8年），護照由外部（外交部）簽發。護照以英、法、漢三文寫成，載有持照者的姓名、屬地、年齡和目的地。
1910年（隆熙4年，日本明治43年）日韓合併後不久，朝鮮半島住民的通常選擇是日本護照。不過日本護照大多只頒發給親日者，或由賄賂警察而得。甚至這些其實是像英國國民（海外）護照一樣的外地護照，前往日本內地仍需特別許可，直至朝鮮日治時期結束，盟軍海上封鎖日本時才廢除。因此一些朝鮮半島住民歸化為中華民國國民（此為部份中國朝鮮族的由來），取得中華民國護照。但對打算去美国旅行的人來說，這種方法給自己帶來了困難，因為持照者後來受美國《排華法案》限制。與上海大韓民國臨時政府有聯繫的韓國人也可以從那裏獲得護照，但只有中華民國外交部認可。美國軍事佔領韓國後，重新發行了護照。
大韓帝國護照大多散佚，存留不多。其中初代赴夏威夷移民安載昌家族的護照由曾孫安炯柱保存；2012年，安炯柱將護照和收集的近2500份韓裔美國人歷史檔案捐給首爾國立中央圖書館。還有1903年頒發給外交官閔泳煥的護照，藏於崇實大學韓國基督教博物館。

## 外部連結
- 维基共享资源上的相關多媒體資源：韓國護照